# Don Bacon

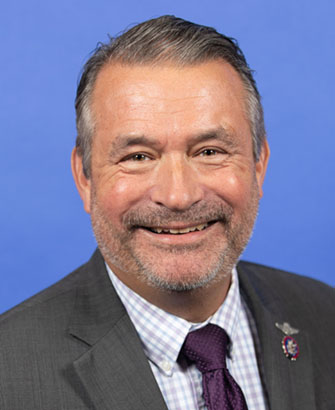
Don Bacon (2022)

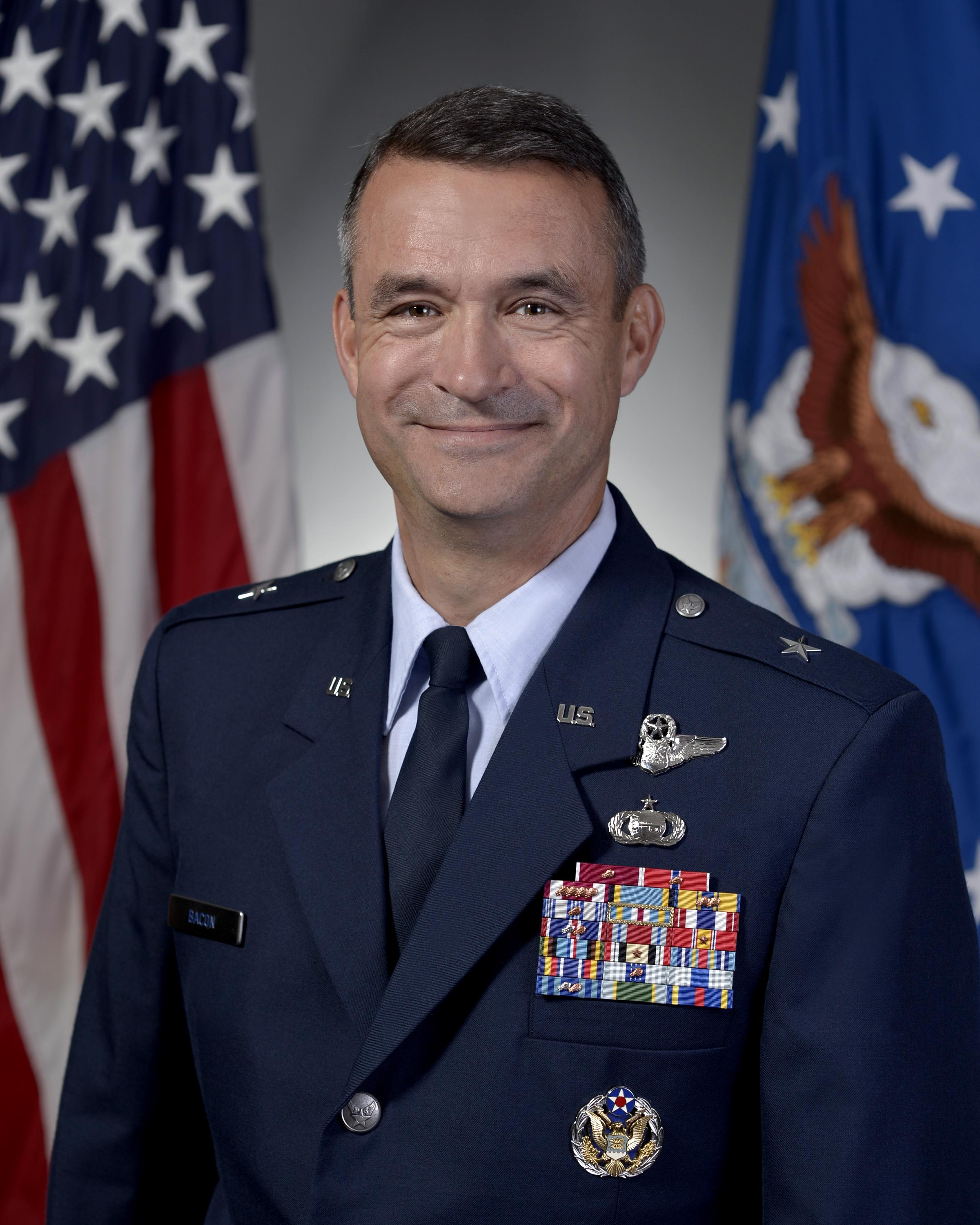
Don Bacon (2013)

Donald John „Don“ Bacon (* 16. August 1963 in Chicago Heights, Cook County, Illinois) ist ein US-amerikanischer General und Politiker der Republikanischen Partei. Seit 2017 vertritt er den Bundesstaat Nebraska im Repräsentantenhaus der Vereinigten Staaten.

## Familie, Ausbildung und Beruf
Don Bacon studierte an der Northern Illinois University die Fächer politische Wissenschaften und Regierungsverwaltung. Ab 1985 war er aktiv in der United States Air Force und absolvierte eine Ausbildung zum Offizier. Während seiner Zeit bei der Luftwaffe studierte er zwischen 1994 und 1996 an der University of Phoenix Verwaltung und Management. In den Jahren 1997 und 1998 absolvierte er das Air Command and Staff College, von 2003 bis 2004 studierte er am National War College und schloss dort mit dem Master in National Strategy ab.
In der Air Force durchlief er alle Offiziersränge bis zum Brigadegeneral. Er diente als Wing Commander auf den Luftwaffenstützpunkten Ramstein Air Base und Offutt Air Force Base, als Group Commander und Squadron Commander auf der Davis-Monthan Air Force Base und als Expeditionary Squadron Commander 2007 bis 2008 im Irakkrieg. Zuletzt war er seit Juli 2012 als Direktor für ISR-Strategie, Planung, Doktrin und Streitkräfteentwicklung im Hauptquartier der U.S. Air Force im Pentagon tätig. Während seiner 29-jährigen Dienstzeit in der Luftwaffe wurde er mit der Air Force Distinguished Service Medal, zwei Legion of Merits und zwei Bronze Star Medals ausgezeichnet. 2009 wurde er zum besten Wing Commander der Luftwaffe in Europa gewählt. Er absolvierte mehr als 1.700 Flugstunden. Im Jahr 2014 schied er aus dem aktiven Militärdienst aus.
Anschließend hielt er gelegentlich an der privaten Bellevue University in Bellevue (Nebraska) Vorlesungen.
Mit seiner Frau Angie hat Bacon vier Kinder. Sie wohnen in Papillion am Ostrand Nebraskas.

## Politische Laufbahn
Bacon wurde Mitglied im Stab des Kongressabgeordneten Jeff Fortenberry. Bei der Wahl 2016 wurde Bacon im zweiten Kongresswahlbezirk Nebraskas in das US-Repräsentantenhaus in Washington, D.C. gewählt, wo er am 3. Januar 2017 die Nachfolge des Demokraten Brad Ashford antrat, den er bei der Wahl geschlagen hatte.
Bei der Wahl 2018 galt Bacon wegen der strukturellen Vorteile der Demokraten als Oppositionspartei dieser Halbzeitwahl als gefährdet. Nachdem sein moderater Mandatsvorgänger Brad Ashford in der Vorwahl der Demokraten von der Parteilinken Kara Eastman besiegt wurde, galt Bacon aber laut den Umfragen als Favorit für die Wiederwahl, die er schließlich auch gewann. 2020 wurde Bacon mit 50,8 % und 2022  mit 51,6 % wiedergewählt. Die Wahl 2024 gewann Bacon 50,9 % mit einem Vorsprung von 7.000 Stimmen.
Bacon gehörte zu den wenigen republikanischen Politikern, die US-Präsident Donald Trump für dessen Haltung zum Ukraine-Krieg kritisierten und Konsequenzen für Verteidigungsminister Pete Hegseth im Zuge der als Signal Gate bekannt gewordenen Affäre forderten.

## Belege
1. ↑  Brigadier General Donald J. Bacon, Air Force Seite
2. ↑  Don Bacon Congressional Veterans Caucus Seite
3. ↑  Biographie bei Vote Smart.
4. ↑  Charlie Mahtesian: The 2018 Race That Could Settle the Democrats’ Civil War. In: Politico, 3. November 2018.
5. ↑  Election Guide 2018: U.S. House – District 2 (Memento vom 4. November 2018 im Internet Archive). In: Data Omaha. Siehe die aggregierten Umfragen Nebraska 2nd District – Bacon vs. Eastman. In: RealClearPolitics.
6. ↑  2018 Midterm Election Forecast: Nebraska 2nd. In: FiveThirtyEight.
7. ↑  Nebraska Election Results: Second Congressional District , The New York Times vom 5. Dezember 2020
8. ↑  Elizabeth Rembert: Bacon wins fourth term in House, 2nd Congressional District stays Republican, Nebraska Public Media vom 8. November 2022
9. ↑  Fred Knapp: Bacon declared winner over Vargas, Nebraska Public Media vom 8. November 2024
10. ↑  Erster republikanischer Abgeordneter fordert Konsequenzen für Hegseth. In: Spiegel Online. 22. April 2025, abgerufen am 22. April 2025.

| Personendaten    | Personendaten                                                       |
| ---------------- | ------------------------------------------------------------------- |
| NAME             | Bacon, Don                                                          |
| ALTERNATIVNAMEN  | Bacon, Donald John (vollständiger Name)                             |
| KURZBESCHREIBUNG | US-amerikanischer General und Politiker der Republikanischen Partei |
| GEBURTSDATUM     | 16. August 1963                                                     |
| GEBURTSORT       | Chicago Heights, Cook County, Illinois                              |